# 臺中市立三光國民中學
臺中市立三光國民中學，簡稱三光國中，是臺灣臺中市北屯區的一所國民中學。

## 歷史[1]
- 1993年4月23日籌設建校，派陳振北為籌備主任。

- 1995年2月1日奉准正式成立，校名為「台中市立三光國民中學」

- 1995年3月14日派黃俊文為首任校長。

- 2006年8月楊景森接任校長。

- 2014年8月楊憲章繼任校長。

- 2021年8月陳玉正接任校長。11月26日發生二年級學生誤將防狼噴霧當作香水噴灑，造成11人眼睛刺痛、喉嚨不適送醫的事件。[2]

- 2023年8月，因鄰近的部子國小第二期校舍未能在開學前完工，該校一年級新生借用三光國中校舍上課。[3]

## 學區
涵蓋東光里（第1-5、8、10、11、14-15、20鄰）、北屯里（全里）、北京里（全里）、平昌里（第17、18鄰）、三光里（全里）、三和里（全里）、北興里（全里）、舊社里（第28-32鄰）。

## 外部連結
- 台中市立三光國民中學 （页面存档备份，存于）